# Polski Kościół Słowiański
Polski Kościół Słowiański – polski rodzimowierczy związek wyznaniowy aktywny krótko w latach 90. XX wieku.

## Historia
Początki Polskiego Kościoła Słowiańskiego wywodzą się ze środowiska toruńskich archeologów i osób związanych z wykopaliskami. Jego zalążkiem była powstała w 1981 nieformalna grupa wyznaniowa, której działalność opierała się głównie na gromadzeniu wiedzy i źródeł na temat dawnych słowiańskich wierzeń, odwiedzaniu historycznych miejsc kultowych Słowian oraz tworzeniu siatki kontaktów . Latem 1994 w trakcie spotkania na Ślęży podjęto decyzję o sformalizowaniu grupy, rozpoczynając jednocześnie prace nad jej Statutem oraz Założeniami Doktrynalnymi. 25 marca 1995 odbyło się I Zgromadzenie Wiernych Polskiego Kościoła Słowiańskiego, na którym przyjęto oba dokumenty oraz uformowano Radę Starszych odpowiedzialną za rejestrację związku, co miało miejsce 1 lipca 1995 .
Według Scotta Simpsona w 1997 związek miał już nie funkcjonować od dłuższego czasu . W przeprowadzonym przez Główny Urząd Statystyczny Narodowym Spisie Powszechnym z 2011 przynależność do związku zadeklarowało między 1 a 99 osób.

## Doktryna
W swojej doktrynie Polski Kościół Słowiański odwoływał się do bóstw słowiańskich, pojmowanych jednak jako „zaczerpnięty ze Słowiańskiej Tradycji, symbol Obecności Stwórcy w Naturze” – Marek Rau określił wyznanie jako „monoteistyczne i panteistyczne zarazem” . Z kolei według Simpsona PKS wierzył w deus otiosus, z którym człowiek spotyka się poprzez twórczość, wykazując w tym względzie zbliżenie z poglądami historyka Henryka Łowmiańskiego .
Podstawowe Założenia Doktrynalne Polskiego Kościoła Słowiańskiego :
1. Istnieje Jeden Bóg – Stwórca Wszechrzeczy, obecny w każdym Swoim Dziele Ożywionym i Nieożywionym.
2. Dając początek Naturze i Życiu, Stwórca wykazał swoje do Nich Umiłowanie.
3. Natura, jako dana od Stwórcy, zachowuje Ciągłość Istnienia – Nieożywione i Ożywione przeistaczają się w siebie nawzajem, a Ożywiona ma Duszę Nieśmiertelną.
4. Po dokonaniu Dzieła Stworzenia, Bóg pozostawił Naturze swobodę ewolucji i przeobrażania.
5. Jedynym Znakiem danym od Stwórcy jest Jego Umiłowanie Swojego Dzieła. Chcąc być blisko Niego, miłuj Naturę Ożywioną i Nieożywioną.

## Organizacja i kult
Scott Simpson w 2000 podawał za Tomaszem Łukomskim, jednym z członków założycieli związku, że Polski Kościół Słowiański opierał się na siatce kilkuset osób skupionych w czterech miejscowościach: Toruniu, Ciechocinku, Gdańsku i Warszawie. Wydarzenia organizowane przez związek przyciągały zazwyczaj nie więcej niż 20 osób . Związek obchodził trzy główne święta cyklu rocznego: wiosenne Święto Życia (21 marca), letnie Święto Kupały (21–23 czerwca) oraz jesienne Święto Urodzaju i Zbiorów (23 września); zakładał również współudział w pracach naukowo-badawczych nad kulturą dawnych Słowian (z naciskiem na poszukiwania Radogoszczy) upowszechnianie słowiańskich tradycji i obrzędów przejścia („nadanie imienia, zawieranie małżeństwa, pożegnanie zmarłego”), a także „wynikającej z doktrynalnego nakazu miłości do Natury, działalności ekologicznej, charytatywnej i opiekuńczej” .